# Wilhelm von Vangerow
Wilhelm Gottlieb Vangerow, ab 1798 von Vangerow, (* 4. Juli 1745 in Stettin; † 6. Oktober 1816 in Magdeburg) war königlich preußischer Regierungspräsident in Magdeburg, Rechtswissenschaftler und Historiker.

## Leben
Vangerow entstammte einer neumärkischen Schultzenfamilie. Er war ein Mitschüler Gottfried August Bürgers auf dem Pädagogium in Halle (Saale). Seit 1762 studierte Vangerow die Rechtswissenschaften an der Universität Halle, 1766 wurde er Referendar am Kammergericht Berlin und 1770 kam er als Regierungsrat an die Kriegs- und Domänenkammer in Magdeburg. 1776 erwarb er hier das Haus Breiter Weg 198. Im Jahr 1781 wurde Vangerow in Magdeburg Oberlandesgerichtspräsident. Am 31. Mai 1791 verheiratete er sich in zweiter Ehe auf dem Rittergut Zschortau bei Leipzig mit Johanne Charlotte Volkmann, geb. am 19. März 1770 in Leipzig, Tochter des aus einer angesehenen Hamburger Patrizierfamilie stammenden Leipziger Universalgelehrten und Reiseschriftstellers Johann Jacob Volkmann und seiner Frau Henriette Eleonore von Welck. 
Als solcher wurde er im Jahr 1791 Pupillenrat im Pupillenkollegium und Konsistorialrat sowie Direktor des Magdeburgischen Almosen-Kollegiums, denn um die Armen hatte er sich schon seit 1785 gesorgt, mit dem Prädikat eines Geheimen Justizrats. Im Jahr 1795 wurde er Regierungsdirektor in Magdeburg und 1797 Regierungspräsident.
Vangerow stiftete 1786 eine freiwillige Arbeitsanstalt. 1787 gründete er die Magdeburger Erwerbsschule, die 1793/94 auf seine Initiative in die „Königlich-Magdeburgische Provinzial-Kunstschule“ mit Ausrichtung auf die Förderung von Manufakturen und Gewerbe umgewandelt und 1887 in „Kunstgewerbe- und Handwerkerschule Magdeburg“ umbenannt wurde.
Vangerow wurde am 6. Juli 1798 in Berlin – auch aufgrund seiner besonderen Verdienste in der Armenpflege und im Schulwesen – in den preußischen Adelsstand erhoben. Er war Verfasser mehrerer juristischer Schriften. Zu seinen umfangreichen Tätigkeiten gehörte u. a. die Mitgliedschaft in der „Literarischen Gesellschaft“ und die Redaktion der „Magdeburgischen gemeinnützigen Blätter“ (1789/90). Er war eine wichtige Persönlichkeit in Magdeburg für das literarische Leben und das Kulturleben seiner Zeit.
Im Jahr 1802 kaufte sich Vangerow ein Anwesen in Buckau, zu dem viele Magdeburger Bürger pilgerten.

## Familie
Vangerow heiratete er am 6. Juni 1771 Christiane Marie Sophie Weinschenk (* 30. März 1754; † 8. Oktober 1786).
Seine Söhne waren der ostfriesische Landdrost Christoph Friedrich Wilhelm von Vangerow (1775–1824) und Wilhelm Eduard von Vangerow (1785–1833), königlich preußischer Vizepräsident des Oberlandesgerichts Marienwerder, Kammerherr und Ritter des Johanniterordens. Die Tochter Christiane Wilhelmine (* 8. September 1782; † 3. April 1850) heiratete 1802 den späteren preußischen Oberstleutnant August von Schweder († 15. August 1827).

## Werke (Auswahl)
- Entwurf des Wechselrechts, 1773
- Theorie der gerichtlichen Dekretierkunst, 1782
- Über die Erlernung der Landesgesetze in den Volksschulen, 1789
- Geschichte und Verfassung des Armen-, Waisen- und Krankenhauses und der damit verbundenen Armenanstalten in Magdeburg, Verlag Pansa, Magdeburg 1793
- Über die Erwerbsschule in Magdeburg. Zum Andenken ihrer 25jährigen Stiftungsfeier am 1. November 1812. Zum Besten der Anstalt, 1812
- Entwurf zur Vervollständigung der Einrichtung des Armenwesens im Allgemeinen und in besonderer Beziehung auf die Stadt Magdeburg und deren Vorstädte, 1818.

## Ehrungen
Die im Kurfürstentum Sachsen gelegene Gemeinde Tragarth pflanzte im Frühjahr 1800 zum „Vergnügen“ des preußischen Regierungspräsidenten am Weg, der vom Dorf bis zum Steindamm vor dem Rittergut führte, auf eigene Kosten italienische Pappeln. Vangerow verpflichtete sich schriftlich, dass er keine Ansprüche auf diese Pappeln als Gemeindeeigentum erheben wird. 1805 verkaufte Vangerow dieses Rittergut in Tragarth an Johann Joseph Ackermann.